# تیمی‌پرون
تیمی‌پرون(به انگلیسی: Timiperone)، با نام تجاری Tolopelon، یک ضدروان‌پریشی از کلاس بوتیروفنون‌ها است که در ژاپن به بازار عرضه می‌شود. از نظر ساختار شیمیایی مشابه benperidol است اما دارای یک گروه تیواوره به جای گروه اوره در ساختار خود است.